# Джованні Пассананте
Джованні Пассананте (італ. Giovanni Passannante) (нар. 9 лютого 1849 року, Савоя-ді-Луканія (Потенца) — пом. 14 лютого 1910 року, Монтелупо-Фьорентіно) — італійський анархіст.

## Біографія
Народився в Сальвія ді Луканія (італ. Salvia di Lucania), яка тепер називається Савоя-ді-Луканія (Потенца), в бідній сім'ї з десяти дітей.
Пассананте почав працювати домашньою прислугою та мийником посуду.
Потім переїхав до Салерно, де працював слугою в багатій родині. Тут він приєднався до соціалістів, також підтримував ідеї анархістів. 
У травні 1870 року він був заарештований за звинуваченням у змові проти монархії, коли був затриманий за розклеювання революційних  плакатів Джузеппе Мадзіні і Джузеппе Гарібальді.

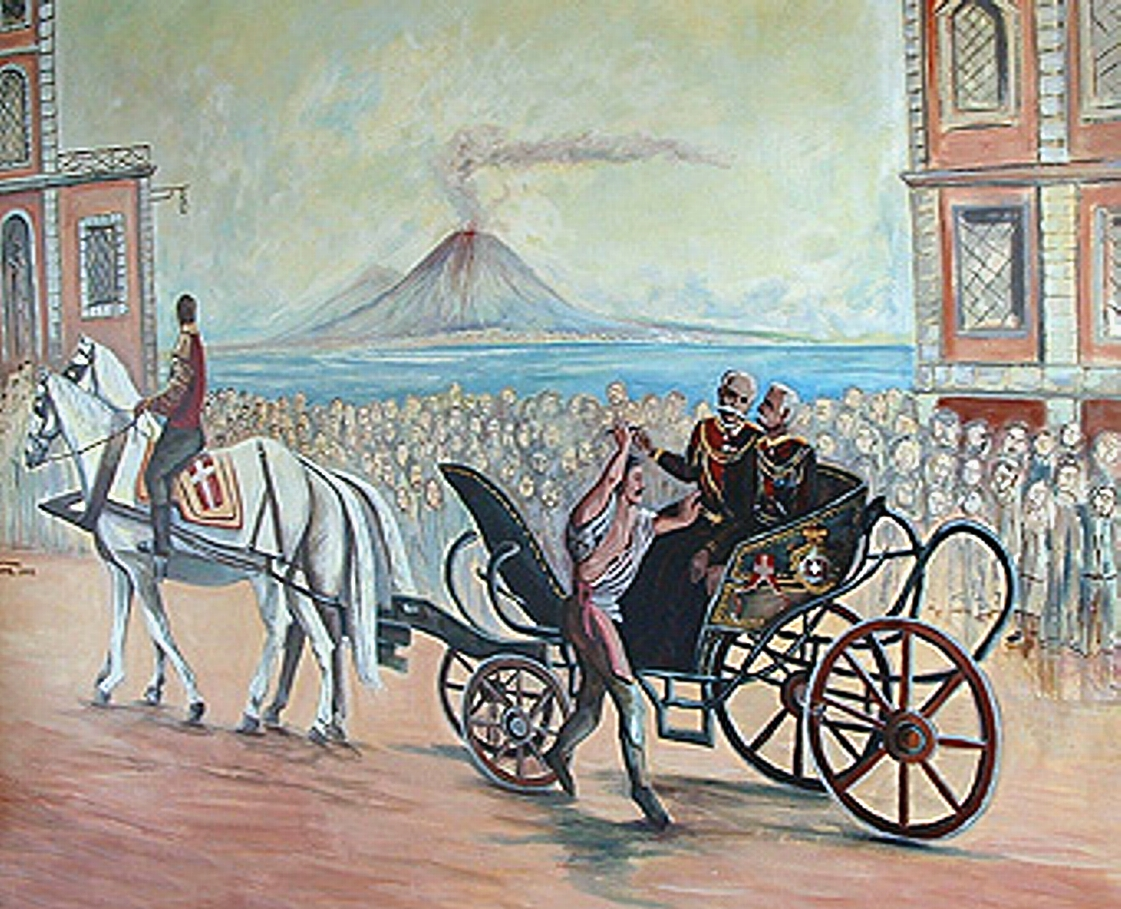
Замах на Умберто I.

Після звільнення з в'язниці працював кухарем в Салерно. У червні 1878 р. він переїхав до Неаполя, де жив з випадкових заробітків. 
Тут 17 листопада 1878 року, під час королівського візиту, анархіст намагався вбити короля Умберто I ножем. 
Проте король був тільки легко поранений в руку у цьому замаху. 
Пассананте був заарештований та засуджений до смертної кари 7 березня 1879 року, але вирок королівським указом від 29 березня 1879 року був замінений довічним ув'язненням. 
Відбував покарання у в'язниці на острові Ельба, де збожеволів і був поміщений до психіатричної лікарні, де помер 14 лютого 1910 року.